# باشگاه فوتبال کپز
باشگاه فوتبال کپز (به ترکی آذربایجانی: Kəpəz Futbol Klubu) از باشگاه‌های پرطرفدار و پرافتخار فوتبال آذربایجانی است که در سال ‌۱۹۵۹ در شهر گنجه تأسیس شده‌است و هم‌اکنون در لیگ برتر فوتبال جمهوری آذربایجان بازی می‌کند. ورزشگاه شهر گنجه محل انجام بازی‌های خانگی این تیم می‌باشد. این تیم در پایان فصل ۱۳-۲۰۱۲ به دسته پایین‌تر سقوط کرد.

## عملکرد باشگاه فوتبال کَپَز از سال ۱۹۹۲
| فصل     | لیگ | عنوان | بازی | برد | مساوی | باخت | گل زده | گل خورده | امتیاز | جام حذفی   |
| ------- | --- | ----- | ---- | --- | ----- | ---- | ------ | -------- | ------ | ---------- |
| ۱۹۹۲    | 1st | ۵     | ۳۶   | ۲۳  | ۸     | ۵    | ۹۸     | ۲۹       | ۵۴     | ۱/۸ نهایی  |
| ۱۹۹۳    | 1st | ۴     | ۱۸   | ۱۳  | ۴     | ۱    | ۴۸     | ۱۳       | ۳۰     | دور اول    |
| ۱۹۹۳–۹۴ | 1st | ۳     | ۳۰   | ۲۰  | ۷     | ۳    | ۷۴     | ۲۵       | ۴۷     | قهرمان     |
| ۱۹۹۴–۹۵ | 1st | ۱     | ۲۴   | ۱۹  | ۴     | ۱    | ۷۱     | ۱۹       | ۴۲     | نیمه‌پایانی |
| ۱۹۹۵–۹۶ | 1st | ۳     | ۲۰   | ۹   | ۵     | ۶    | ۳۴     | ۲۱       | ۳۲     | ۱/۴ پایانی |
| ۱۹۹۶–۹۷ | 1st | ۵     | ۳۰   | ۱۸  | ۴     | ۸    | ۵۹     | ۲۶       | ۵۸     | قهرمان     |
| ۱۹۹۷–۹۸ | 1st | ۱     | ۲۶   | ۲۲  | ۴     | ۰    | ۶۷     | ۱۰       | ۷۰     | قهرمان     |
| ۱۹۹۸–۹۹ | 1st | ۱     | ۳۶   | ۲۶  | ۵     | ۵    | ۹۴     | ۲۴       | ۸۳     | ۱/۴ نهایی  |
| ۱۹۹۹-۰۰ | 1st | ۲     | ۲۲   | ۱۴  | ۲     | ۶    | ۴۶     | ۲۴       | ۴۴     | قهرمان     |
| ۲۰۰۰–۰۱ | 1st | ۸     | ۲۰   | ۸   | ۱     | ۱۱   | ۳۴     | ۲۹       | ۲۵     | ۱/۴ نهایی  |
| ۲۰۰۱–۰۲ | 1st | ۵     | ۳۲   | ۱۴  | ۵     | ۱۳   | ۵۱     | ۵۰       | ۴۷     | نیمه‌پایانی |
| ۲۰۰۳–۰۴ | 1st | ۱۱    | ۲۶   | ۶   | ۵     | ۱۵   | ۲۲     | ۴۵       | ۲۳     | ۱/۴ نهایی  |
| ۲۰۰۴–۰۵ | 1st | ۹     | ۳۴   | ۱۱  | ۹     | ۱۴   | ۳۷     | ۳۷       | ۴۲     | ۱/۸ نهایی  |
| ۲۰۰۵–۰۶ | 1st | ۱۰    | ۲۶   | ۷   | ۷     | ۱۲   | ۳۵     | ۴۶       | ۲۸     | ۱/۸ نهایی  |
| ۲۰۰۹–۱۰ | 2nd | ۱     | ۲۲   | ۴   | ۵     | ۳    | ۵۱     | ۱۵       | ۴۷     | ۱/۸ نهایی  |
| ۲۰۱۰–۱۱ | 1st | ۹     | ۳۲   | ۸   | ۱۲    | ۱۲   | ۳۳     | ۳۷       | ۳۶     | ۱/۸ نهایی  |
| ۲۰۱۱–۱۲ | 1st | ۱۰    | ۳۲   | ۹   | ۵     | ۱۸   | ۳۵     | ۵۵       | ۳۲     | ۱/۴ نهایی  |
| ۲۰۱۲–۱۳ | 1st | ۱۲    | '    | '   | '     | '    | '      | '        | '      | ۱/۸ نهایی  |